# Goldelund
Goldelund (dänisch: Goldelund, nordfriesisch: Gelün) ist eine Gemeinde im Kreis Nordfriesland in Schleswig-Holstein. Hogelund liegt im Gemeindegebiet.

## Geographie

### Geographische Lage
Goldelund befindet sich im Naturraum der Schleswig-Holsteinischen Geest (D22) im Osten vom Kreis Nordfriesland. Nördlich unmittelbar angrenzend, fließt der Goldebeker Mühlenstrom westwärts in Richtung der Soholmer Au.

### Nachbargemeinden
An Goldelund grenzen die Gemeindegebiete von:
|            | Lindewitt (Kreis Schleswig-Flensburg)       |           |
| Lütjenholm | Kompassrose, die auf Nachbargemeinden zeigt | Goldebek  |
| Högel      |                                             | Joldelund |

## Geschichte
Der Ortsname wird erstmals 1321 schriftlich erwähnt und geht auf dän. galt (altnord. gǫltr) für Eber und -lund für Gehölz zurück. Die Bedeutung wäre Gehölz, wo sich Eber aufhalten.
Am 1. April 1934 wurde die Kirchspielslandgemeinde Joldelund aufgelöst. Alle ihre Dorfschaften, Dorfgemeinden und Bauerschaften wurden zu selbständigen Gemeinden/Landgemeinden, so auch Goldelund.

## Politik

### Gemeindevertretung
Von den neun Sitzen in der Gemeindevertretung erhielt infolge des Wahlergebnisses bei der im Zuge der Kommunalwahlen in Schleswig-Holstein 2023 durchgeführten Gemeindewahl von Goldelund am 14. Mai die A.B.C. Wählergemeinschaft Goldelund () (ABCWGG) vier Sitze und die Allgemeine Arbeitsgemeinschaft Goldelunder Wähler (AAGW) fünf Sitze in der Gemeindevertretung zugeteilt.

### Bürgermeister
Am 21. Juni 2023 wurde Jess Hansen zum Bürgermeister in der Wahlperiode 2023–2028 gewählt.

### Wappen
Blasonierung: „Unter einem schmalen blauen Schildhaupt von Gold und Grün erhöht geteilt durch eine rechts zweimal aufgebogene Teilungslinie, dabei der erste Bogen höher als der zweite. Oben links ein grüner Eichenzweig, unten schräg gekreuzt ein goldener Dorfstock mit einem goldenen Maiskolben in zwei goldenen Hüllblättern (Lieschen).“

## Wirtschaft und Verkehr
Die Wirtschaft der Gemeinde ist überwiegend von der landwirtschaftlichen Urproduktion geprägt.
Die Landesstraße 12 führt von der Bundesstraße 5 in Bredstedt über Goldelund zur Bundesstraße 200 in Wanderup.

## Halverstangener Berge
Die Halverstangener Berge, die auch Königsberge genannt werden, sind eine Dünenkette, die ursprünglich fast einen Kilometer lang war. Ein Teil wurde bei Flurbereinigungen abgetragen.